# ماري شير
ماري شير (بالإنجليزية: Mary Scheer)‏ هي ممثلة أمريكية، ولدت في 19 مارس 1963 بديترويت في الولايات المتحدة.

## أعمال

### مسلسلات
- بيفرلي هيلز 90210
- جوني برافو
- ذا سويت لايف أوف زاك أند كودي
- فتاتان مفلستان
- هانا مونتانا

## وصلات خارجية
- ماري شير على موقع IMDb (الإنجليزية)
- ماري شير على موقع ميتاكريتيك (الإنجليزية)
- ماري شير على موقع روتن توميتوز (الإنجليزية)
- ماري شير على موقع ألو سيني (الفرنسية)
- ماري شير على موقع أول موفي (الإنجليزية)
- ماري شير على موقع قاعدة بيانات الفيلم (الإنجليزية)
- ماري شير على موقع كينوبويسك (الروسية)